# Cantó de Plestin-les-Grèves
El cantó de Plestin-les-Grèves (bretó Kanton Plistin) és una divisió administrativa francesa situat al departament de Costes del Nord a la regió de Bretanya.

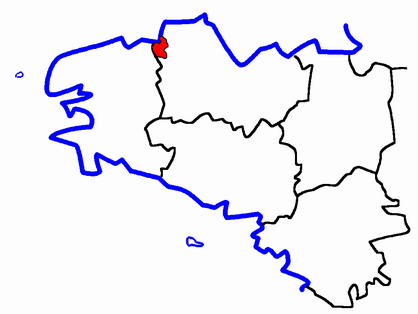
Situació del cantó

## Composició
El cantó aplega 9 comunes :
| Nom bretó           | Nom francès           | Nom gal·ló |
| Lanvaeleg           | Lanvellec             | ---        |
| Plistin             | Plestin-les-Grèves    | ---        |
| Plouilio            | Ploumilliau           | ---        |
| Plouzelambr         | Plouzélambre          | ---        |
| Plufur              | Plufur                | ---        |
| Lokmikael-an-Traezh | Saint-Michel-en-Grève | ---        |
| Tredraezh-Lokemo    | Trédrez-Locquémeau    | ---        |
| Treduder            | Tréduder              | ---        |
| Tremael             | Trémel                | ---        |

## Història
| Data d'elecció                           | Identitat   | Partit | Qualitat           |
| ---------------------------------------- | ----------- | ------ | ------------------ |
| 2004-                                    | André Lucas | PS     | alcalde de Plistin |
| les dades anteriors no són pas conegudes |             |        |                    |
|                                          |             |        |                    |